# Académie des arts de Poh Chang
L'Académie des arts de Poh Chang (thaï : วิทยาลัยเพาะช่าง มหาวิทยาลัยเทคโนโลยีราชมงคลรัตนโกสินทร์, nom entier : Académie des arts de Poh Chang, Université de technologie Rajamangala Rattanakosin) est une école d'art à Bangkok, quartier de Phra Nakhon. C'est la plus ancienne institution  de ce type dans le pays.

## Histoire
Elle a été fondée le 7 janvier 1913 par le roi Vajiravudh sous le nom d'École Poh Chang(โรงเรียนเพาะช่าง, également traduit par École des arts et de l'artisanat), dans le but d'établir un enseignement formel des beaux-arts et de l'artisanat traditionnels thaïlandais,,.
Largement présente dans les curriculum vitae des artistes nés dans les années 1920, elle est ensuite en nette diminution et toujours associée à d'autres types d'enseignement
Elle a subi de nombreux changements de structure au cours de son histoire et fonctionne aujourd'hui comme une faculté constitutive de l'Université de technologie Rajamangala Rattanakosin, dispensant des cours de licence.

## Activités
En 2022, les équipes de Restaurateurs sans Frontières ont créé en collaboration avec les étudiants de l'Académie des arts de Poh-Chang une œuvre originale composée de plusieurs tableaux exposés sur les murs d’enceinte de l’ambassade de France à Bangkok. Les informations explicatives correspondantes ont été réalisées par les élèves du Lycée international français de Bangkok,
L'école accueille des salons d'art.

## Anciens élèves
- Angkarn Kalayanapong
- Suthep Wongkamhaeng
- Thawan Duchanee
- Chalermchai Kositpipat
- Chart Korbjitti
- Saksiri Meesomsueb